# Scutocyamus parvus
Scutocyamus parvus är en kräftdjursart som beskrevs av Roger J. Lincoln och Hurley 1974. Scutocyamus parvus ingår i släktet Scutocyamus och familjen vallöss. Inga underarter finns listade i Catalogue of Life.